# Karl Arning
Karl Arning (* 10. Februar 1892 in Berlin; † 17. November 1964 in Hamburg) war ein deutscher Generalmajor im Zweiten Weltkrieg.

## Leben
Arning trat 1912 als Fahnenjunker in das Heer ein. Ende Dezember 1920 schied er als Oberleutnant aus.
Nach Wiedereinführung der Wehrpflicht trat er in die Wehrmacht ein. Er diente in der Wehrmacht im Zweiten Weltkrieg in unterschiedlichen Positionen. U. a. als Kommandeur und Oberst des Grenadier-Regimentes 24 der 21. Infanterie-Division bekam er am 30. April 1943 das Deutsche Kreuz in Gold sowie am 11. Oktober 1943 das Ritterkreuz des Eisernen Kreuzes verliehen. Von Juni 1944 bis Juli 1944 war er in Vertretung für Hermann Hohn Kommandeur der 72. Infanterie-Division. Anschließend führte Arning bis April 1945 als Kommandeur die 75. Infanterie-Division. Mit dieser nahm er an der Niederschlesische Operation, Westkarpatische Operation und der Weichsel-Oder-Operation teil.
Arning geriet im Mai 1945 in Kriegsgefangenschaft, im Oktober 1955 wurde er entlassen.